# Bishr b. al-Hārith al-Hāfi
Bishr b. al-Hārith al-Hāfi est un maître soufi né en 767 à Merv, et qui a vécu à Baġdād. 
Il fut le disciple de Fudayl b. ‘Iyād. Il fut appelé Al-Hāfi (« le va-nu-pied ») suite, selon une légende, à la vie corrompue qui fut la sienne avant de faire repentance. Mais d’autres légendes, d’une nature différente, prétendent elles aussi expliquer ce surnom. Certains ont vu en lui un ''malāmatī'', un « homme du blâme » en arguant des propos tels que : « Si tu peux passer aux yeux des gens pour un brigand, alors fais-le ! ». Il se consacra à la science du hadith avant de devenir un des premiers maîtres soufis. 
Il enseigna l’Imām Ahmad b. Hanbal, fondateur de l’École Hanbalite qui lui reconnaissait plus d’autorité que lui sur les vérités intérieures (haqā’iq). Il mourut en 841 à Baghdad en Iraq.